# Janusz Palikot
Janusz Marian Palikot (26 de octubre de 1964, Biłgoraj) es un político polaco. Estudió filosofía en la Universidad de Varsovia y más tarde se convirtió en un adinerado hombre de negocios en la producción de vodka. En 1987—1989 fue investigador en el Instituto de Filosofía de la Academia de Ciencias de Polonia. Parlamentario polaco desde 2005, primero por Plataforma Cívica y más tarde por su propio partido, el Movimiento Palikot.
Actualmente su actividad política se centra en el laicismo y el social liberalismo. Ha criticado vehementemente el poder de la Iglesia polaca sobre los poderes políticos y morales en Polonia. También ha defendido públicamente la educación sexual, el matrimonio entre personas del mismo sexo, la despenalización de ciertas drogas y la aceptación del aborto en algunos supuestos.
En 2010, fundó un nuevo partido, alegando que Plataforma Cívica dependía demasiado de los sectores conservadores del partido. Lo llamó Movimiento Palikot, aunque en la actualidad, debido al éxito electoral, está buscando un nuevo nombre para su partido.
Su partido, creado en 2010, consiguió convertirse en las Elecciones generales de Polonia de 2011 en la tercera fuerza política del país, con alrededor del 10% del voto. En las listas de su partido, han sido elegidos el primer diputado del Sejm (Parlamento polaco) abiertamente homosexual y el primer diputado transexual.
El 14 de diciembre de 2014 anunció que se presentaría a las elecciones presidenciales de 2015 como candidato de Twój Ruch.